# بخش رامپور
بخش رامپور (به انگلیسی: Rampur district) یک منطقهٔ مسکونی در هند است که در ناحیه مرادآباد واقع شده‌است.

## جمعیت
بخش رامپور ۲٬۳۶۷ کیلومتر مربع مساحت و ۲٬۳۳۵٬۸۱۹ نفر جمعیت دارد.